# 今津あらし
今津あらし（いまづあらし）は、兵庫県豊岡市の円山川下流で見られる霧を伴う現象。

## 概要
今津あらしは来日岳から雲海が見えるころに下界で吹く比較的強い風で、気圧配置が全般的にはっきりせず、気圧傾度の小さい日に発生することから山谷風の一種であるとされる。
冬の「裏西」と呼ばれる北西からの季節風、春の「陽方」（ひかた）と呼ばれる南風などと並んで、円山川下流における気象の特色とされ、今津あらしが強い日は快晴になるという。
城崎大橋（北緯35度37分07.5468秒 東経134度48分46.6302秒 / 北緯35.618763000度 東経134.812952833度）の下流100 mの所に「今津渡し」という渡船があり、風雪や今津あらしの朝などは円山川を渡ることが容易ではなかった。

## 類似現象が見られる地域
- 愛媛県大洲市（肱川あらし）
- 鹿児島県薩摩川内市

## その他
豊岡盆地では霧が多く、移動性高気圧の中心が豊岡付近にあるときに霧が発生しやすいとされる。
1952年の調査では、霧は山麓の数か所に発生後、濃度・範囲を急速に拡大させることなどが示されている。
なお、今津は城崎温泉駅周辺の地名、内川村は1955年まで円山川下流にあった村である。

## ギャラリー

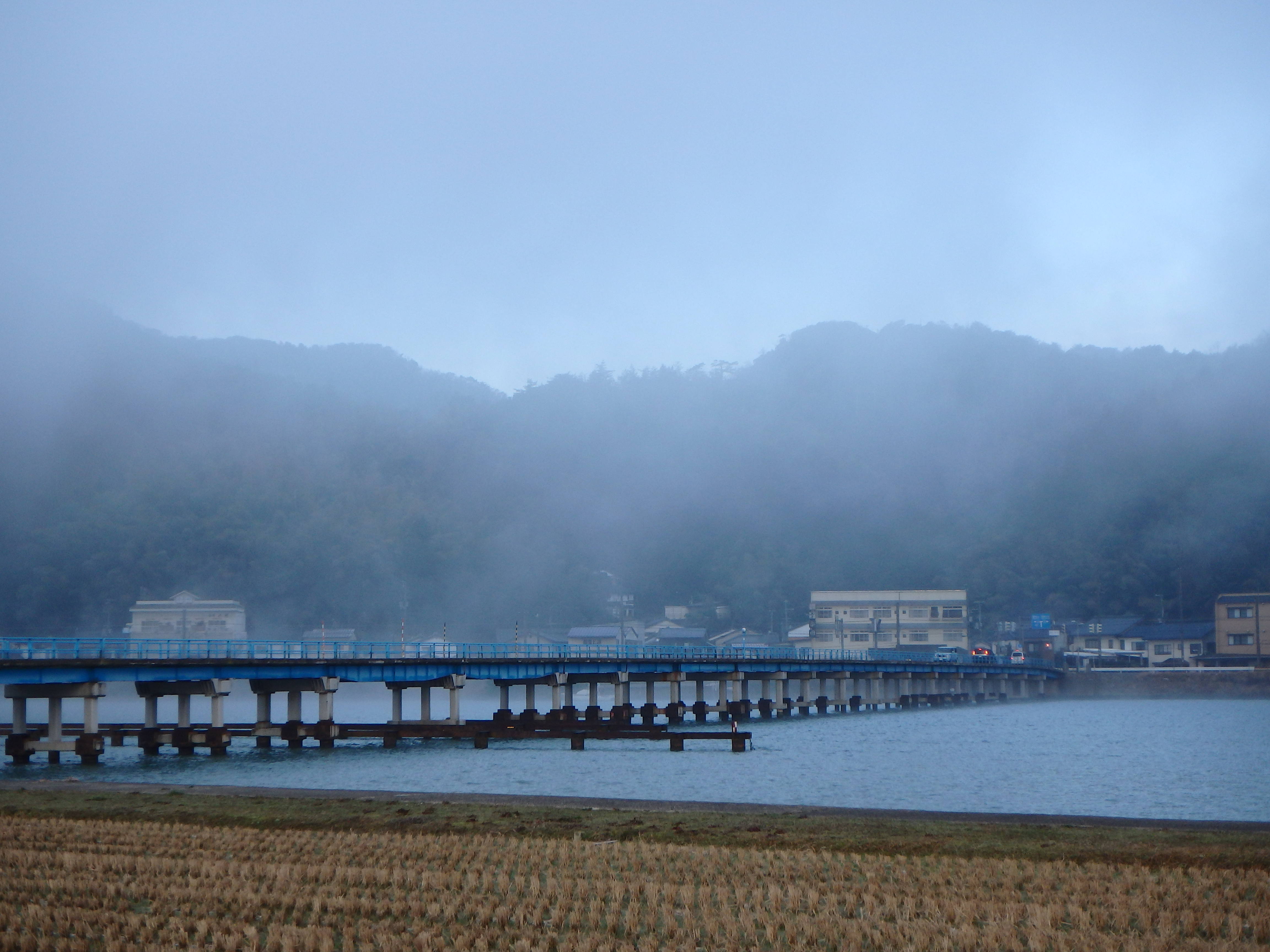
円山川上を河口（右）に向かって流れる霧